# AN/APG-77
El AN/APG-77 es un radar multifunción instalado en los aviones de combate F-22 Raptor. El radar es construido por Northrop Grumman.

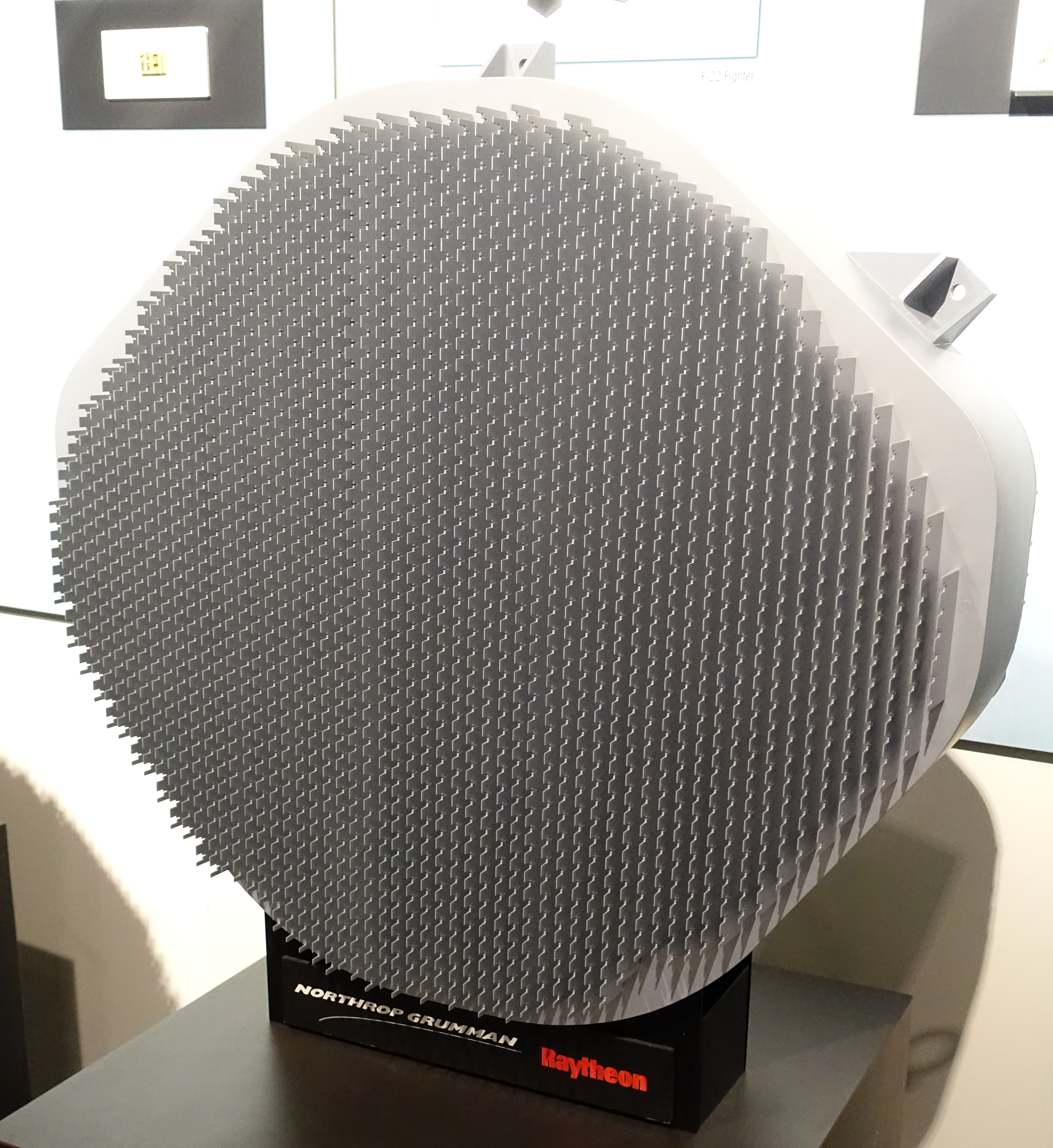
AN/APG-77 in the National Electronics Museum.

Es de estado sólido, matriz activa de barrido electrónico (AESA). Compuesto por 1.500 módulos de transmisión\recepción, cada uno del tamaño de un chicle plano, puede realizar una orientación del haz casi instantáneo (del orden de decenas de nanosegundos).
El APG-77 proporciona 120° de campo visual en azimut y elevación. El mayor campo de visión (FOV) para una antena plana en fase es actualmente de 120°.
Hasta la fecha se han producido más de 100 radares APG-77 AESA por Northrop Grumman, y gran parte de la tecnología desarrollada para el APG-77 se utiliza en el radar APG-81 para el F-35 Lightning II.
El APG-77v1 se ha instalado en los F-22 Raptors partir del lote 5 en adelante. Esto proporciona la funcionalidad completa de aire a tierra (radar de mapeo de alta resolución de apertura sintética, búsqueda y seguimiento de un objetivo móvil en tierra (GMTI/GMTT), ajuste automático y reconocimiento, identificación de combate y muchas otras características avanzadas).